# سلالة (فلم)
سلالة (بالإنجليزية: Bloodline) هو فيلم إثارة تم إخراجه سنة 1979. مبني على رواية سلالة من كتابة سيدني شلدون، أنتجته باراماونت بيكتشرز وأخرجه تيرينس يونغ، موسيقى إنيو موريكوني. قد تم إخراج الفيلم أيضا تحت عنوان سلالة سيدني شلدون

## وصلات خارجية
- مقالات تستعمل روابط فنية بلا صلة مع ويكي بيانات